# نهر بوغون
نهر بوغون (بالإنجليزية: Bugun River)‏ هو أحد أنهار جمهورية كازاخستان. ينبع من المنحدرات الجنوبية الغربية لجبال كاراتو ويصب في حوض نهر سيحون. يبلغ طوله 164 كلم وتبلغ مساحة مسطحه المائي 4680 كلم مربع.